# Neu-Saarwerden

Wappen der Grafschaft Saarwerden

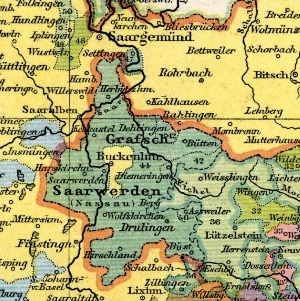
Grafschaft Saarwerden

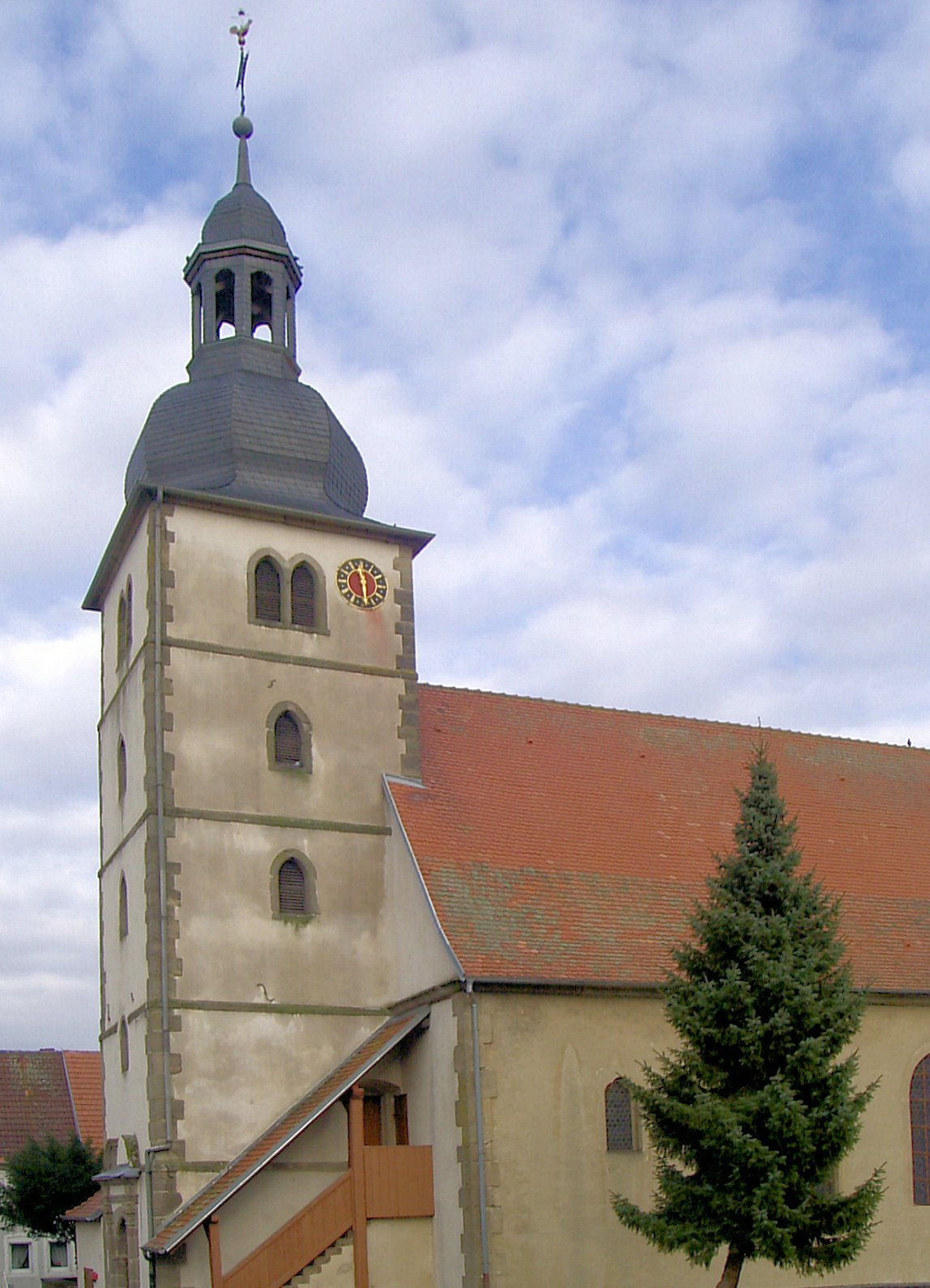
Lutherische Kirche in Neu-Saarwerden (franz. Ville Neuve de Sarrewerden)

Neu-Saarwerden (französisch Ville Neuve de Sarrewerden) war im 18. Jahrhundert Verwaltungssitz der nassauischen Territorien an der oberen Saar. 1794 vereinigte sich die am linken Saarufer gelegene Stadt mit der Stadt Bockenheim am rechten Saarufer zur Stadt Sarre-Union (daher im Namen Union, zu Deutsch Vereinigung).

## Geschichte
Nach dem Anfall der Grafschaft Saarwerden an Nassau-Saarbrücken 1527 und der Einführung der Reformation im Jahr 1556 unter Graf Adolf von Nassau-Saarbrücken wurden die beiden Orte Bockenheim und Saarwerden mit ihrem Umland zu einem dauernden Zankapfel zwischen dem katholischen Haus Lothringen und dem protestantischen Haus Nassau. Nassau hatte die Gebiete ererbt, Lothringen war vom Bischof von Metz mit den beiden Orten belehnt worden. 1669 erzielten Lothringen und Nassau-Saarbrücken auf dem Reichstag zu Regensburg folgenden Kompromiss: Bockenheim und Saarwerden kamen zu Lothringen, das Umland zu Nassau-Saarbrücken. Der Frieden von Rijswijk 1697 bestätigte das Haus Lothringen im Besitz der Orte Saarwerden und Bockenheim, das Umland wurde Nassau-Saarbrücken bestätigt, das 1701 mit Neu-Saarwerden am linken Ufer der Saar unmittelbar gegenüber von Bockenheim ein neues Verwaltungszentrum für seine Besitzungen schuf und zur Stadt erhob. Das nun unbedeutend gewordene Saarwerden eine halbe Stunde saaraufwärts wird seit der Gründung von Neu-Saarwerden zur Unterscheidung als Alt-Saarwerden geführt. 1745 entschloss sich das Haus Nassau zur Realteilung der verbliebenen Teile der ehemaligen Grafschaft Saarwerden und der Vogtei Herbitzheim. Ein Drittel, darunter die Stadt Neu-Saarwerden, kam zu Nassau-Weilburg, zwei Drittel kamen zu Nassau-Saarbrücken, das nun erneut keinen Verwaltungssitz für sein Gebiet hatte. So wurde kurzerhand der Nachbarort Harskirchen 1746 zur Stadt erhoben und diente fortan als Verwaltungssitz des nassau-saarbrückischen Oberamtes Harskirchen.
Die Französische Revolution brachte 1794 die politische Neuordnung und schließlich die Zusammenlegung der rechts der Saar liegenden katholischen Stadt Bockenheim mit der links der Saar liegenden evangelischen Stadt Neu-Saarwerden (frz. Ville Neuve de Sarrewerden) unter dem neuen gemeinsamen Namen Sarre-Union. Sie wurde Sitz des gleichnamigen Kantons Sarre-Union im Arrondissement Saverne des Départements Bas-Rhin der Region Elsass und blieb Hauptort des Krummen Elsasses (Alsace Bossue).